# Власов Олександр Вікторович
Олександр Вікторович Власов (21 березня 1955, Горький, СРСР) — радянський хокеїст, нападник.

## Спортивна кар'єра
Вихованець горківського «Торпедо». Виступав за команди «Політ» (Горький), «Торпедо» (Горький), «Сокіл» (Київ), «Машинобудівник» (Київ), «Дизеліст» (Пенза), ШВСМ (Київ) і «Лехел» (Угорщина). Кращий бомбардир «Машинобудівника» у сезоні 1981/1982 — 36 закинутих шайб. У вищій лізі провів 90 матчів (16+6), а всього в чемпіонаті СРСР — понад 450 (209+75). У 1987—1989 роках входив до тренерського штабу київського ШВСМ.

## Статистика
| Сезон                | Клуб                    | Ліга                 | І   | Г   | П  | О   | ШХ  |
| -------------------- | ----------------------- | -------------------- | --- | --- | -- | --- | --- |
| 1973-74              | «Політ» (Горький)       | Д-3                  | -   | 4   | -  | -   | -   |
| 1974-75              | «Політ» (Горький)       | Д-3                  | -   | 8   | -  | -   | -   |
| 1975-76              | «Політ» (Горький)       | Д-3                  | -   | 1   | -  | -   | -   |
|                      | «Торпедо» (Горький)     | Д-1                  | 9   | 0   | 0  | 0   | 2   |
| 1976-77              | «Сокіл» (Київ)          | Д-2                  | 40  | 16  | 12 | 28  | 30  |
| 1977-78              | «Сокіл» (Київ)          | Д-2                  | 39  | 11  | 3  | 14  | 12  |
| 1978-79              | «Сокіл» (Київ)          | Д-1                  | 20  | 3   | 2  | 5   | 4   |
| 1979-80              | «Сокіл» (Київ)          | Д-1                  | 13  | 2   | 1  | 3   | 4   |
|                      | «Машинобудівник» (Київ) | Д-3                  | -   | 21  | -  | -   | -   |
|                      | «Торпедо» (Горький)     | Д-1                  | 5   | 1   | 0  | 1   | 0   |
| 1980-81              | «Торпедо» (Горький)     | Д-1                  | 43  | 10  | 3  | 13  | 12  |
| 1981-82              | «Машинобудівник» (Київ) | Д-3                  | 43  | 36  | 8  | 44  | 24  |
| 1982-83              | «Дизеліст» (Пенза)      | Д-2                  | 69  | 41  | 14 | 55  | -   |
| 1983-84              | «Дизеліст» (Пенза)      | Д-2                  | 63  | 23  | 15 | 38  | 30  |
| 1984-85              | «Дизеліст» (Пенза)      | Д-2                  | 49  | 14  | 5  | 19  | 18  |
| 1986-87              | ШВСМ (Київ)             | Д-2                  | 60  | 18  | 12 | 30  | 16  |
| Всього у вищій лізі  | Всього у вищій лізі     | Всього у вищій лізі  | 90  | 16  | 6  | 22  | 22  |
| Всього в першій лізі | Всього в першій лізі    | Всього в першій лізі | 320 | 123 | 61 | 184 | 106 |
| Всього в другій лізі | Всього в другій лізі    | Всього в другій лізі |     | 70  |    |     |     |